# La Churascaïa
Pour le type de restaurant, voir Churrascaria.
La Churascaïa, appelée plus communément La Chou est une boîte de nuit mythique située en pleine Camargue sur la commune de Vauvert.
Fondée en 1965 par le manadier Jean Lafont et rachetée en 1997 par Louis Nicollin, elle ferme ses portes en 2013. Cependant, elle rouvre épisodiquement à certaines périodes de l'année.

## Historique

### Années 60-70
La Churascaïa est inaugurée le 29 juin 1965, « de 8 heures du soir au lendemain matin », par Jean Lafont, route des Saintes-Maries-de-la-Mer à Vauvert. Elle tire son nom du mot occitan " Chorrascaïa " signifiant "lieu où un troupeau se repose à l'ombre", du verbe "chorrar ", le "o" se prononçant " ou " en occitan.  Lafont en confie la gestion à Mario Costabel. Il crée dans le même temps, à proximité immédiate de la Churascaïa, le restaurant Les Trois Cousines avec Jacqueline Bonafé dite Bobo.
Au fil du temps, la discothèque, qui propose des spectacles de travestis et dont les poteaux de soutien sont ornés des masques moulés de célèbres homosexuels fêtards de la région,  devient un lieu très fréquenté et connu des nuits du sud de la France, attirant aussi bien les noctambules locaux que les vedettes du show-biz, et des clients de toutes les classes sociales. Lieu de tolérance où l'homosexualité est acceptée dans des années de « gaullisme pudibond », elle a, à en croire Jacky Siméon, « fait plus pour la libération des mœurs locales que le mouvement hippie des années soixante-dix », et anticipé le slogan de Mai 68 « jouir sans entraves ». Pour Costabel, « les gens venaient surtout pour draguer des filles ».

### Incendie et réouverture
Le 30 décembre 1981, la paillote part en fumée après un incendie. Elle est reconstruite sous la direction de l'architecte espagnol Ricardo Bofill, et rouvre en 1983.
Elle est rachetée par Louis Nicollin en 1997 à Jean Lafont, en même temps que la manade Combet.

### Période actuelle
La Churascaïa ferme ses portes en septembre 2013, mais rouvre dès lors épisodiquement, notamment en période estivale.
La discothèque fête notamment ses cinquante ans en juin 2015.  Ses réouvertures épisodiques répondent aux souhaits exprimés par de nombreuses personnes regrettant sa fermeture .
Plusieurs disc jockeys se sont succédé à l'animation des soirées de la Chu : Monique Gélin, la première année, Christian Pelatan de 1966 à 1985, Michel Puech de 1968 à 1973, Jean-Paul Boï, Jacques Chiappini de 1979 à 1980, Thierry Véa et Didier Sabatier de 1993 à 1997 . Philippe Corti y a aussi mixé quelquefois les années 1980-90.
Lors de ses réouvertures, la Chu rassemble ses anciens Dj  pour remixer les sons de l'époque.

### Postérité
La discothèque est devenue, au fil du temps, un lieu mythique. L'écrivain Sylvain Prudhomme, notamment, en a fait le cadre de son roman, inspiré de faits réels, intitulé  Légende, paru en 2016,.
L'écrivain (et raseteur) Jacky Siméon consacre également un chapitre à ce lieu légendaire dans son ouvrage Jean Lafont : le roi de  Camargue (2019) ainsi que le journaliste Hocine Rouagdia, dans son livre Jean Lafont, paru également en 2019.

### Sources
- Sylvain Prudhomme, Légende, Paris, Gallimard, 2016  (ISBN 978-2-07-014951-3) (présentation en ligne)  — l'argument est un documentariste projetant de travailler sur La Churascaïa.
- « Mario, le maître de la Churascaïa », dans Jacky Siméon (préf. Carole Delga), Jean Lafont : le roi de Camargue, Vauvert, Au diable Vauvert, 2019, p. 99-107.
- Hocine Rouagdia (dir.) (préf. Benoît Duteurtre, ill. Stéphane Barbier), « La Churascaïa : la vie rêvée », dans Jean Lafont, Nîmes, Atelier baie, 2019 (ISBN 978-2-919208-51-7), p. 143-149.
- Entretien de Mario Costabel avec Leïla Mebarek, « Fiers d'eux - présentation en ligne », France Bleu Gard Lozère, 3 juin 2019.